# Epimecis nyctalemonaria
Epimecis nyctalemonaria là một loài bướm đêm trong họ Geometridae.